# Manilkara spectabilis
Manilkara spectabilis, tiếng Anh là Bully Tree (lưu ý một số cây khác cũng mang tên này), là một loài cây gỗ cực kỳ nguy cấp thuộc họ hồng xiêm. Nó đã từng được thu thập để nghiên cứu về mặt thực vật, từ một địa điểm gần Limón trong các khu rừng ven biển Đại Tây Dương của Costa Rica. Nó được cho là loài đặc hữu của vùng đất thấp này, rừng mưa của khu vực ngày nay trở nên loang lổ da beo do các hành vi đốn gỗ thường xuyên.